# Nyctemera insulana
Nyctemera insulana är en fjärilsart som beskrevs av Felix Bryk 1937. Nyctemera insulana ingår i släktet Nyctemera och familjen björnspinnare. Inga underarter finns listade i Catalogue of Life.